# Fimóza
Fimóza (latinsky: fimosis, doslova „kukla“) je stav, kdy předkožku (praeputium) nelze volně přetáhnout přes žalud penisu.

## Rozdělení
Fimózy dělíme do několika skupin:
- Kongenitální (vrozená) fimóza je fyziologická (normálně se vyskytující) u novorozených chlapců. Předkožku lze přetahovat u novorozenců jen výjimečně (4 %), v 6 měsících u 20 %, ve 3 letech věku u 50 % a v 17 letech u 99 % chlapců.[1] Někdy je vstup do předkožky tak těsný, že způsobuje problémy při močení.[kdy?]
- Sekundární (získaná) fimóza vzniká obvykle na podkladě zánětlivých změn probíhajících v listech předkožky. Typicky jde o komplikaci diabetu mellitu. Předkožka se pak v místě přechodu zevního a vnitřního listu jizví a zužuje, až nelze přetáhnout ani v klidu, postupně se záněty opakují a předkožka má tendenci se uzavírat.
- Relativní fimóza je taková fimóza, kdy předkožku nelze přetáhnout jen v některých situacích (např. při erekci a u flacidního penisu lze), nebo nelze přetáhnout zcela.

## Komplikace fimózy
- Parafimóza je stav, kdy násilím přetažený fimotický vak zaškrtí penis za žaludem. Tím dojde k omezení žilní derivace žaludu a otoku přetažené předkožky, což komplikuje uvedení do původního stavu. Je vhodné ihned vyhledat urologa, aby provedl repozici.
- Omezená možnost přetahovat předkožku vede k omezení hygieny a hromadění smegmatu, čímž může dojít k infekci. Trpí-li muž i nemocí typu diabetu, či snížením imunity, je množení bakterií ulehčeno a stav progreduje pod obrazem tzv. balanopostitidy. Iniciátorem infekce u dětí bývají zbytky antbiotik v moči (např. při léčbě angíny). Ty naruší rovnováhu pod předkožkou. Při infekci předkožka otéká, je extrémně bolestivá, komplikuje močení. Po zhojení infekce je předkožka fibrózně zúžená, méně elastická, a je ji pak nutné chirurgicky odstranit. Proto nemá žádný smysl s řešením fimózy otálet.
- Fimóza může vést k tzv. subvesikální obstrukci (obstrukce pod močovým měchýřem), kdy zabraňuje volnému močení (nadouvání předkožky). V extrémním případě se může močení zastavit (pro bolest, nebo překážku), tzv. retence moči. Tyto stavy ohrožují ledviny.
- Fimóza znemožňuje řádnou hygienu předkožkového vaku což zvyšuje riziko karcinomu penisu.
- Fimóza, a to zejména relativní fimóza, často způsobuje i sexuální komplikace. Uskutečnění penetračního pohlavního styku je komplikované, může vést k poranění kůže předkožky, parafimóze a rozvoji infekce. Bolestivý styk může být podkladem rozvoje psychogenní erektilní dysfunkce.

## Stavy imitující fimózu
Mezi stavy imitující fimózu patří krátká uzdička (frenulum breve). V takovém případě nelze předkožku přetáhnout. Řešením je plastika provedená urologem, známá jako frenuloplastika. Často však dojde k její ruptuře při pohlavním styku, či masturbaci. Rizikem je pak výrazné krvácení z frenulární tepny (arteria frenularis).

## Léčení fimózy
U primární fimózy není jakákoliv léčba nutná. Jedná se totiž o zcela normální (fyziologický) stav. Tento stav může doprovázet nafukování předkožky během močení, tzv. balónkování, které je také naprosto přirozené. Primární fimóza nejčastěji zmizí sama. Věk, kdy dojde k uvolnění předkožky od žaludu, se různí. U většiny chlapců se primární fimóza uvolňuje sama od sebe do 3 let věku. Pokud přetrvává delší dobu, nemusí se rodiče ničeho obávat, pokud se nevyskytují žádné další projevy jako začervenání, bolest, otok nebo výtok hnisu. V době nástupu do školy (tzn. ve věku 6 až 7 let) má primární fimózu stále ještě přibližně 8 % chlapců, zatímco ve věkové skupině 16 až 18 let je postiženo asi jen 1 % adolescentů.
U sekundární fimózy je nutná kompenzace základního onemocnění. Teoreticky připadá do úvahy i rehabilitace s eventuálním užitím léčiv, jež rozvolňují jizvy a zvyšují elasticitu (steroidy, enzymy, kyselina hyaluronová). Tento postup je však ekonomicky nákladný a není bez rizika. Mezi rizika používání steroidů, nejčastěji kortikosteroidů, patří také ztenčování kůže předkožky. Nejčastější způsob ošetření je obřízka.[zdroj?] Mezi nejčastější pooperační komplikace po obříce patří otok penisu trvající několik dnů, infekce místa řezu vyžadující další operační či antibiotickou léčbu, krvácení z rány, vyžadující si případnou operační revizi a trvale změněná nebo omezená citlivost žaludu penisu či jizevnaté zúžení předkožky. U částečné obřízky jsou pooperační komplikace častější[zdroj?], u malých dětí muže dojít i k opětovné adhezi. U úplné obřízky nastávají komplikace jen výjimečně (0,2 % případů).[zdroj?] Čím je dítě starší, tím se rizika komplikací po obřízce zvyšují. U devítiletých chlapců dosahuje riziko rozvinutí komplikací po obřízce až 9 %.